# 바이더웨이
바이더웨이(BuyTheWay)는 1990년 6월 설립된 대한민국 편의점 프랜차이즈 체인 기업이자, 바이더웨이 편의점 브랜드명이다. 2010년 1월 롯데 계열사인 (주)코리아세븐에 인수 인계되어 자회사가 되었다.

## 역사
1991년 2월에 서울 서대문구 신촌에 첫 점포 신촌점이 개설되었다. 2005년 전국에 1,000개 이상의 점포가 있었던 대한민국 편의점 체인이다. 본래 동양그룹에서 시작하여 오리온그룹 계열이었으나 2005년에 코리아리테일홀딩스에 매각된 후 2010년 1월 롯데 세븐일레븐에 다시 매각되었다. 바이더웨이 매장은 지속적으로 세븐일레븐 브랜드로 통합되고 있으나 세븐일레븐 브랜드로 전환 시 변경되는 계약 조건에 불만을 품은 점주들이 전환을 거부하고 있어, 2018년 기준 135개의 점포가 아직까지도 명칭은 "세븐일레븐" 대신에 '바이더웨이' 편의점으로 영업하고 있다가 2020년에 완전히 합쳐졌다.

## 같이 보기
- 롯데그룹
- 코리아세븐
- 세븐일레븐